# Duden. Das Stilwörterbuch
Duden. Das Stilwörterbuch ist ein traditionsreiches Spezialwörterbuch der deutschen Sprache von mehr als 1 100 Seiten, das sich als Kollokationswörterbuch versteht und vor allem beim Abfassen von Texten hilfreich sein will. Es entstand 1934 und ist derzeit in der 10. Auflage auf dem Markt. Verlegt wird es vom Bibliographischen Institut.

## Charakteristik
Das Stilwörterbuch wurde 1934 von Otto Basler erstellt und seither vielfach ergänzt. Das Wörterbuch zeigt einen erheblichen Reichtum an lexikalischer Information. Die zehnte Auflage enthält auf den Seiten 19–26 eine Abhandlung von Kathrin Steyer mit dem Titel Wortverbindungen – Bausteine des Sprachgebrauchs, in der das sprachliche Phänomen der Kollokation erklärt und die Funktion des Wörterbuchs als der Sprachproduktion dienend herausgestellt wird. Nicht angesprochen wird die von der Forschung seit Jahren betonte fundamentale Tatsache der Gerichtetheit der Kollokation, die bei der Sprachproduktion von einem frei gewählten Basiswort ausgeht und auf einen von der Norm vorgegebenen Kollokator orientiert ist, der vom Textproduzenten gefunden werden muss. Das Formulierungsproblem bei einer Kollokation wie zum Beispiel einen Krieg austragen (Der Krieg in der Ukraine wird auch auf TikTok ausgetragen) liegt in der Wahl des Kollokators austragen. Deshalb muss die Kollokation im Artikel KRIEG auffindbar sein. Im Artikel AUSTRAGEN nützt sie allenfalls dem, der sie lediglich überprüfen möchte.
Die Gerichtetheit der Kollokationen wird im Stilduden nicht berücksichtigt. Basiswörter und Kollokatoren werden gleichbehandelt. Viele Kollokationen stehen in Kollokatorartikeln (wie AUSTRAGEN) und fehlen in Basiswortartikeln (wie KRIEG). Offensichtlich hat der Verlag diese Schwäche angesichts des Markterfolgs nicht abstellen wollen und auch nicht erlaubt, das Problem in der genannten Abhandlung anzusprechen.

## Auflagen (Auswahl)
- Der Große Duden. Stilwörterbuch der deutschen Sprache. Eine Sammlung der richtigen und gebräuchlichen Ausdrücke und Redewendungen. Bearbeitet von Otto Basler, mit einer Einleitung von Dr. Ewald Geißler. Bibliographisches Institut, Leipzig 1934. (694 Seiten)
- Duden. Das Stilwörterbuch. 10., überarbeitete und erweiterte Auflage. Herausgegeben von der Dudenredaktion. Duden Band 2. Dudenverlag, Berlin 2017. (1104 Seiten)